# Emmanuel Lafont

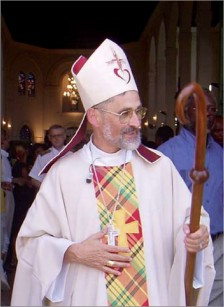
Emmanuel Lafont

Emmanuel Marie Philippe Louis Lafont (* 26. Oktober 1945 in Paris) ist ein französischer Geistlicher und emeritierter römisch-katholischer Bischof von Cayenne in Französisch-Guayana.

## Leben
Lafont studierte in Frankreich und Rom; an der Päpstlichen Universität Gregoriana erwarb er das Lizentiat in Theologie. Er empfing am 2. August 1970 die Priesterweihe in der Erzdiözese Tours.
Von 1983 bis 1994 war Emmanuel Lafont Fidei-Donum-Priester im Erzbistum Johannesburg und dort unter anderem Pfarrer der Pfarrei Saint Philipp Neri in Soweto. Von 1994 bis 1996 lehrte er am Priesterseminar St Peter’s in Pretoria.
Nach seiner Rückkehr nach Frankreich war er zwei Amtszeiten lang Nationaldirektor der Päpstlichen Missionswerke und Sekretär der Kommission der französischen Bischöfe für die Missionen. Von 2002 bis zu seiner Erhebung in den Bischofsstand im Jahr 2004 war er als Pfarrer in seiner Heimatdiözese tätig.

Über Lafonts Arbeit als Priester in Soweto und als Aktivist gegen die Apartheid berichtete Kardinal Tomko:
Er war der einzige Weiße, abgesehen von den örtlichen Missionaren, der nach Soweto fahren konnte, ohne dass Schüsse auf sein Auto abgefeuert wurden. Ich erinnere mich an die ärmlichen Wohnungen, die schmutzigen Straßen und die fragenden Blicke der Menschen. Sobald sie Pater Lafont erkannten, begannen ihre Gesichter zu strahlen. Schließlich musste der Priester wegen seiner Proteste gegen die Apartheidgesetze und wegen seines Einsatzes für die Schwarzen das Land verlassen.
Papst Johannes Paul II. ernannte ihn am 18. Juni 2004 zum Bischof von Cayenne. Der Erzbischof von Fort-de-France und Saint-Pierre, Gilbert Marie Michel Méranville, spendete ihm am 29. August desselben Jahres die Bischofsweihe; Mitkonsekratoren waren Ernest Mesmin Lucien Cabo, Bischof von Basse-Terre et Pointe-à-Pitre, und Louis Albert Joseph Roger Sankalé, Koadjutorbischof von Nizza.
Am 26. Oktober 2020 nahm Papst Franziskus das von Emmanuel Lafont aus Altersgründen vorgebrachte Rücktrittsgesuch an. Im Herbst 2022 wurde er wegen sexuellen Missbrauchs verurteilt und lebt seither unter Hausarrest in einem französischen Kloster.